# Beziehungen zwischen der Republik Kongo und Portugal
Die Beziehungen zwischen der Republik Kongo und Portugal umfassen die bilateralen Beziehungen zwischen der Republik Kongo und Portugal. Die Länder unterhalten seit 1960 diplomatische Beziehungen.
Die Beziehungen gelten heute als gut. Neben der kleinen portugiesischen Gemeinde in der Republik Kongo ist vor allem der bilateralen Handel das wichtigste Verbindungsglied, wobei die portugiesischen Kraftstoffimporte den Warenaustausch dominieren. Historisch bedeutend sind die bemerkenswerten kongolesisch-portugiesischen Beziehungen nach der Ankunft portugiesischer Seefahrer im 15. Jh. als erste Europäer am Kongo. Auch die Nachbarschaft zu den portugiesischen Kolonien Angola und Cabinda und dem dortigen Kolonialkrieg bis 1975 sind zu nennen, und auch in der Alltagskultur gibt es Bezüge: bis heute in der Republik Kongo bestehende Nachnamen wie Lopes, Pereira oder Dacosta haben portugiesische Ursprünge.
Im Jahr 2019 waren 85 Staatsbürger der Republik Kongo in Portugal gemeldet, davon mit 44 die meisten in Lissabon und Umland. Im Jahr 2017 waren 1462 Portugiesen in der Republik Kongo registriert.

## Geschichte

### 1482 bis 1706

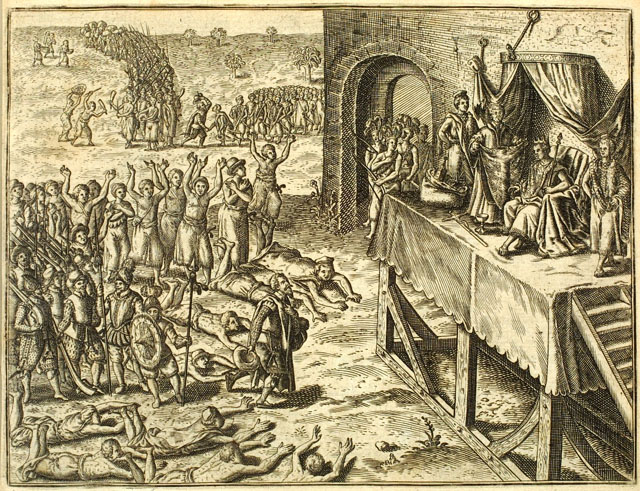
Der Mani-Kongo João I. gewährt 1482 portugiesischen Seefahrern und Emissären um Diogo Cão eine Audienz. Radierung von Johann Theodor de Bry im Buch Índias Orientais, 1597.

Im Jahr 1482 erreichte der portugiesische Seefahrer Diogo Cão als erster Europäer die Kongo-Mündung. 1489 kam die erste portugiesische Gesandtschaft an den Hof des Königreichs Kongo in der Hauptstadt M’banza Kongo. König Nzinga als amtierender Mani-Kongo schickte im Gegenzug einen Gesandten nach Portugal. Er entwickelte einiges Interesse an Portugal, ließ sich 1491 von portugiesischen Missionaren taufen, und hieß fortan D. João I. Von Portugal erhielt er auch militärische Hilfe und baute damit seine regionale Vormachtstellung aus. Die bilateralen Beziehungen nahmen danach an Intensität zu.
Nach dem Tod Joãos entbrannte ein Machtkampf zwischen dem christlichen Thronanwärter Mwemba und dessen traditionell-animistischem Sohn Mpanzu, der ihm den Thron streitig machte, ihm jedoch in den folgenden Auseinandersetzungen („Schlacht von M'banza Kongo“) unterlag. So wurde Mwemba 1506 als D. Afonso I. Herrscher des Kongoreiches und baute die guten kongolesisch-portugiesischen Beziehungen weiter aus. Nach anfänglichen Erfolgen verliefen die Beziehungen jedoch nicht weiter zur Zufriedenheit Afonsos, der trotz anderslautenden portugiesischen Absichtserklärungen sich nicht in vollem Umfang als gleichwertiger Partner ernst genommen sah. 1526 verwies er alle portugiesischen Offiziellen seines Reiches.
Nach Afonsos Tod 1543 folgte dessen Enkel als D. Diogo I. auf den Thron, der 1546 wieder portugiesische Missionare ins Land ließ. Auch unter seinem Nachfolger D. Álvaro I. blieb das Kongoreich von Portugal abhängig, vor allem nach dem Angriff der Jaga 1569, den das Kongoreich nur durch portugiesische Hilfe abwehren konnte. In der Folge endete die formelle Gleichheit der Königreiche, und Kongo wurde ein tributpflichtiger Vasallenstaat Portugals.
Der von portugiesischen Händlern forcierte Sklavenhandel entvölkerte und destabilisierte das Königreich Kongo unter seinem König D. Álvaro II. weiter. Nach dessen Tod 1614 kam D. Álvaro III. auf den kongolesischen Thron, unter dem die innere Unsicherheit durch Aufstände und Rebellionen weiter zunahm. Ab 1641 versuchte dann Kongos neuer König D. Garcia II. sich dem ausufernden Sklavenhandel und der immer umfassenderen portugiesischen Vorherrschaft zu erwehren. Portugal, das selbst um seine neu erlangte Unabhängigkeit nach dem Restaurationskrieg kämpfte und sich den Anstürmen vor allem der Niederländer auf seine Kolonien erwehrte, reagierte mit zunehmenden Übergriffen und Vertragsbrüchen, bis 1665 der amtierende König D. António I. alle Verträge mit dem Königreich Portugal beendete und Gebiete zurückverlangte, die inzwischen unter direkte portugiesischer Kontrolle gekommen waren. Der von Portugal forcierte Konflikt, der auf weitere Gebietsgewinne und den Zugang zu den kongolesischen Kupferminen abzielte, endete am 29. Oktober 1665 mit der Schlacht von Ambuila. Die Portugiesen blieben siegreich und das Königreich Kongo zerfiel nun weitgehend.
Unter Dona Beatriz Kimpa Vita erfolgte ein Versuch zur Wiederbelebung eines eigenständigen Kongoreiches, sie wurde jedoch 1706 festgesetzt und auf Befehl des kongolesischen Königs Pedro IV. hingerichtet. Ein unabhängiges und handlungsfähiges Königreich Kongo gab es nun nicht mehr, jedoch bestand das Königshaus danach weiter, einigen Quellen nach bis zum Tode von Dona Isabel Maria da Gama 1975, der Witwe des letzten Kongokönigs D. António III., anderen Quellen nach bis heute.

### Seit 1706
Ab 1766 kam das Gebiet nördlich des Kongos, die heutige Republik Kongo, langsam unter französischen Einfluss und wurde ab 1880 zunehmend französisches Protektorat. Bereits um 1855 hatte Portugal auch die Kontrolle über den Küstenabschnitt rund um das Flussdelta des Kongo verloren, jedoch blieb seine Herrschaft über Cabinda und Angola unbestritten.  Zu nennen sind auch einige portugiesische Forschungsreisen in der zweiten Hälfte des 19. Jh.
Am 15. August 1960 erlangte die Republik Kongo ihre Unabhängigkeit. Das kolonialistische Portugal unter Diktator Salazar erkannte die Unabhängigkeit an und nahm am gleichen Tag diplomatische Beziehungen zu dem neuen Staat auf, der Nachbar der portugiesischen Überseeprovinzen Cabinda und Angola war. Am 25. Mai 1961 akkreditierte sich erstmals ein Vertreter Portugals in Brazzaville. Die Länder eröffneten danach keine gegenseitigen Botschaften, der portugiesische Botschafter in Kinshasa (Zaire, heute Demokratische Republik Kongo) wird seither in der gegenüberliegenden Hauptstadt Brazzaville doppelakkreditiert.

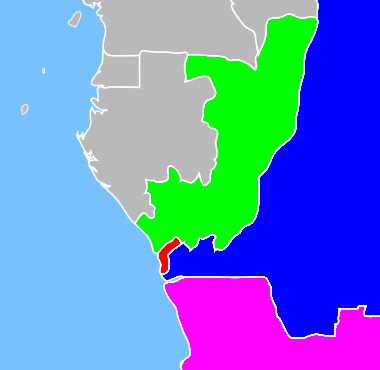
Heutige Staatenstruktur im Mündungsgebiet des Kongos (von oben): Republik Kongo (grün), die angolanische Exklave Cabinda (rot), die Demokratische Republik Kongo (blau) und Angola (pink). Angola und Cabinda waren bis 1975 portugiesisch

In Cabinda und Angola formierten sich derweil ebenfalls Unabhängigkeitsbewegungen, die hier jedoch auf die Unnachgiebigkeit der portugiesischen Führung stießen und sich in der Folge radikalisierten. Im Nordosten Angolas entstand so die UPA, die sich 1962 als FNLA neu gründete, zunächst die Wiedererrichtung eines unabhängigen Kongoreiches anstrebte, und mit einem Angriff am 15. März 1961 den Portugiesischen Kolonialkrieg auslöste. Im weiteren Verlauf eskalierte der Kolonialkrieg, und die Republik Kongo brach 1965 die diplomatischen Beziehungen zu Portugal ab. 1969 bzw. 1970 benannte sie sich in Volksrepublik Kongo um, und die Beziehungen des sozialistischen Lands zum antikommunistischen und kolonialistischen Estado Novo-Regime Portugals verschlechterten sich weiter.
Im Verlauf des Kolonialkriegs bildeten sich im benachbarten Angola drei Widerstandsbewegungen heraus, neben der antikommunistischen FNLA noch die kommunistische MPLA und die eher westlich orientierte UNITA, eine FNLA-Abspaltung. Die FNLA hatte ihren Hauptsitz im Nachbarland Zaire (heute Demokratische Republik Kongo) und wurde von dessen, vom Westen geförderten Machthaber Mobutu unterstützt, während die MPLA in der sozialistischen Volksrepublik Kongo Stützpunkte und Rückzugsgebiete fand und dort vom Ostblock, vor allem aber von Kuba unterstützt wurde.
Nach der linksgerichteten Nelkenrevolution in Portugal am 25. April 1974 nahmen die Volksrepublik Kongo und das nunmehr demokratische und antikoloniale Portugal am 25. Januar 1975 ihre diplomatischen Beziehungen wieder auf.
Am 11. November 1975 erfolgte die Unabhängigkeit Angolas von Portugal, und die MPLA setzte sich, von der Republik Kongo aus, gegen die auf Luanda vorrückenden Konkurrenten FNLA und UNITA durch. Der Bürgerkrieg in Angola brach nun aus, und die angolanische Exklave Cabinda, an die Republik Kongo grenzend, kämpft seither ihrerseits um die Unabhängigkeit von Angola.
1991 kehrte die Republik Kongo zu ihrem heutigen Namen zurück und orientierte sich nach dem Wegfall des Ostblocks neu. Wirtschaftsreformen wurden eingeleitet, jedoch verhinderte der Bürgerkrieg im Land bis 1999 wesentliche Fortschritte. Der danach einsetzende Wirtschaftsaufschwung war zwar noch instabil und von ineffektiver Bürokratie und Korruption behindert, doch ermöglichten die unverändert fließenden Ölvorkommen eine anhaltende Entwicklung, die seither auch portugiesische Unternehmen anlockt. 2014 besuchte eine Wirtschaftskommission des kongolesischen Wirtschaftsministeriums Portugal, um Partner und Investoren für seine Infrastrukturprogramme und zur Diversifizierung seiner Wirtschaft zu gewinnen. Besondere Chancen sehen beide Seiten im Straßenbau, Minenförderung, Baugewerbe und Metallverarbeitung.
Im Jahr 2017 waren bereits 136 portugiesische Unternehmen in der Republik Kongo tätig.
Eines der seltenen Schlaglichter auf die Wirtschaftsbeziehungen zwischen der Republik Kongo und Portugal fiel 2016 auf den portugiesischen Unternehmer José Veiga, der in den Skandal um den Zusammenbruch der Bank Espírito Santo ab 2014 verwickelt war. In den Berichten über ihn wurden auch seine vielfältigen, aber undurchsichtigen Geschäftsbeziehungen zum kongolesischen Präsidenten Denis Sassou-Nguesso bekannt. Veiga soll intern als der "portugiesische Finanz-Zauberer" von Sassou-Nguesso bekannt gewesen sein. Er wohnt seit 2009 in der Republik Kongo, wo er seit 2011 seinen steuerpflichtigen Erstwohnsitz angemeldet hat und von dort aus seine Unternehmen mit etwa 6000 Angestellten leitet. Auf seine Vermittlung hin wollte Sassou-Nguesso 2014 etwa 150 Mio. Euro in die angeschlagene portugiesische Bank investieren. Wie andere parallele Anbahnungen wurde auch dieses Geschäft von den anlaufenden Ermittlungen in Portugal dann verhindert.

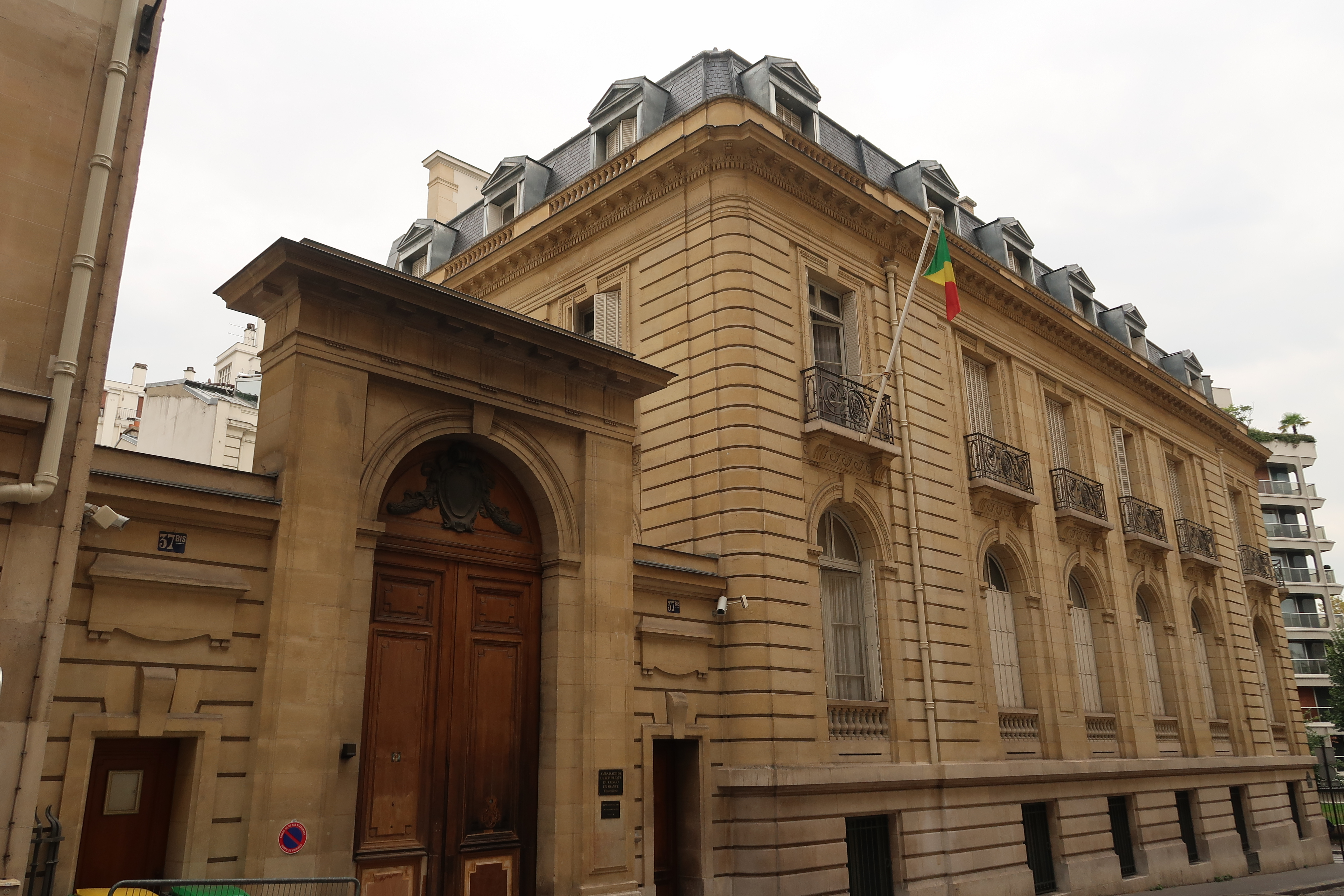
Die Botschaft der Republik Kongo in Paris. Sie ist auch für Portugal zuständig.

## Diplomatie
Die Republik Kongo führt keine eigene Botschaft in Portugal, das Land gehört zum Amtsbezirk ihres Botschafters in Paris. In der portugiesischen Hauptstadt Lissabon hat die Republik Kongo ein Honorarkonsulat eingerichtet.
Portugal unterhält ebenfalls keine eigene Botschaft in der Republik Kongo, das Land gehört zum Amtsbezirk des portugiesischen Botschafters in Kinshasa. In den zwei größten Städten der Republik Kongo, die Hauptstadt Brazzaville und die Hafenstadt Pointe-Noire, bestehen Honorarkonsulate Portugals.

## Wirtschaft
Das Handelsvolumen zwischen der Republik Kongo und Portugal belief sich im Jahr 2017 auf 103,211 Mio. Euro (2016: 17,841 Mio.; 2015: 285,058 Mio.; 2014: 286,006 Mio.; 2013: 42,471 Mio.). 136 portugiesische Unternehmen waren dabei im Handel mit der Republik Kongo tätig.
Dabei importierte die Republik Kongo Waren im Wert von 6,900 Mio. Euro aus Portugal (2016: 9,241 Mio.; 2015: 46,277 Mio.; 2014: 47,225 Mio.; 2013: 32,168 Mio.), darunter 22,6 % landwirtschaftliche Erzeugnisse, 22,3 % Maschinen und Geräte, 14,0 % textile Stoffe, 13,5 % Metalle, und 7,6 % Kunststoffe und Gummi.
Portugal führte gleichzeitig aus der Republik Kongo Waren im Wert von 96,311 Mio. Euro ein (2016: 8,600 Mio.; 2015: 238,781 Mio.; 2014: 289,933 Mio.; 2013: 10,303 Mio.), davon mit 96,2 % ganz überwiegend Kraftstoffe, daneben 3,7 % Holz und 0,1 % landwirtschaftliche Erzeugnisse.
Damit stand die Republik Kongo im portugiesischen Außenhandel an 101. Stelle als Abnehmer und an 98. Stelle als Lieferant, während Portugal im Außenhandel der Republik Kongo damit an 26. Stelle als Abnehmer und an 35. Stelle als Lieferant stand.
Die portugiesische Außenhandelskammer AICEP unterhält keine Niederlassung in der Republik Kongo, das Land wird vom AICEP-Büro in der Demokratischen Republik Kongo betreut.

## Sport

### Fußball

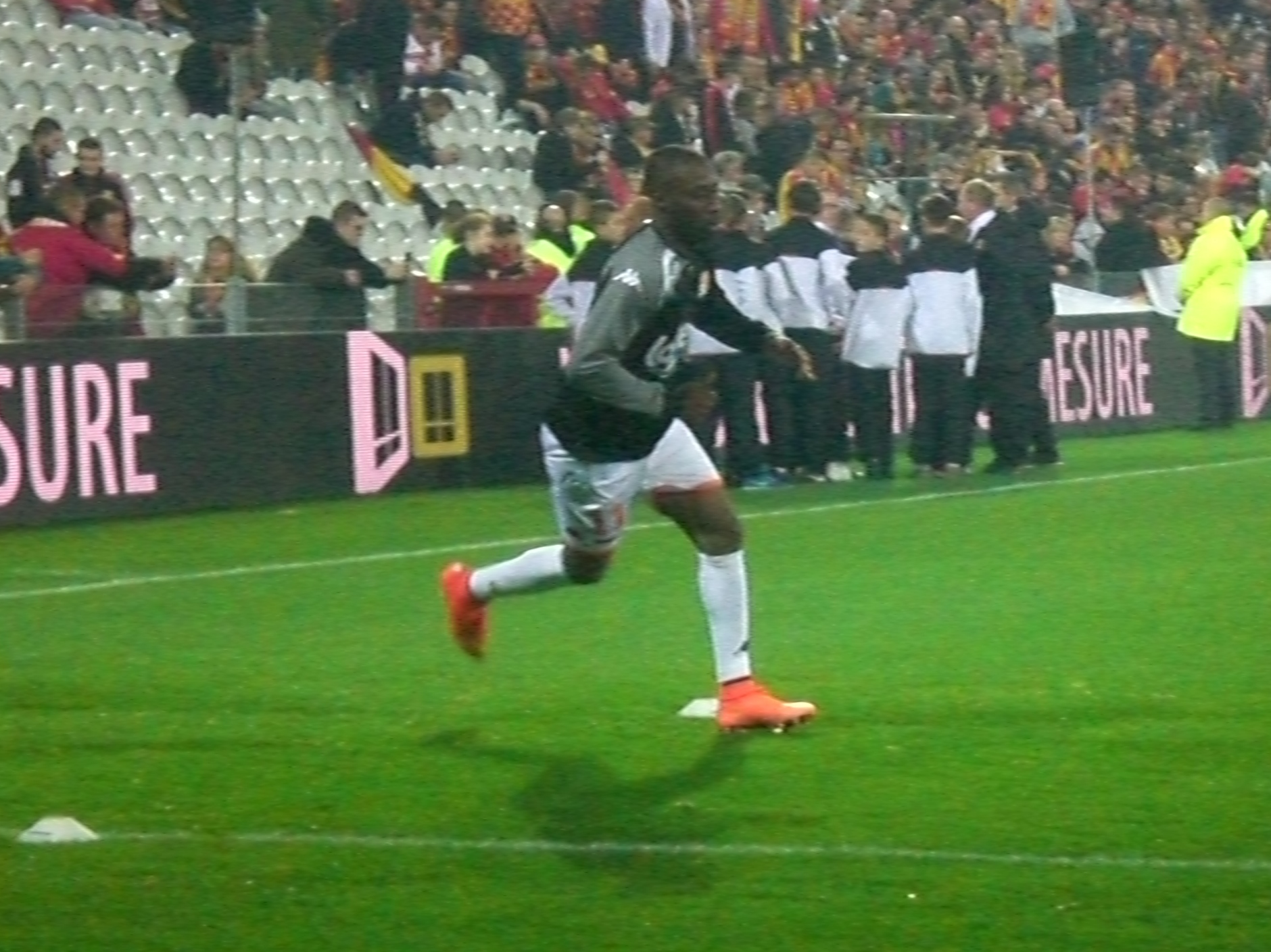
Chris Malonga 2015 im Trikot des französischen Klubs Stade Laval: Malonga ist einer der vergleichsweise wenigen Spieler aus der Republik Kongo, die auch in Portugal spielten.

Die Fußballnationalmannschaft der Republik Kongo und die Portugiesische Nationalelf der Männer sind bisher noch nicht aufeinander getroffen, auch die Frauen-Nationalmannschaft der Republik Kongo und die Portugiesische Frauen-Nationalelf
nicht  (Stand Ende 2020).
Gelegentlich treten Spielerinnen und Spieler aus der Republik Kongo auch für portugiesische Fußballvereine an, darunter Nationalspieler Chris Malonga, der 2013/14 für Vitória Guimarães auflief. Auch Jung-Nationalspieler Nolan Mbemba spielte 2016/2017 für Vitória Guimarães. Chardente Ndoulou, Nationalspielerin der Republik Kongo, spielte 2008/09 für den FC Porto Portugais d’Amiens, ein Filialverein des portugiesischen Klubs FC Porto in Frankreich.

### Andere
Der Portugiese Gonçalo Oliveira gewann die erste Auflage des Tennisturniers ATP Challenger Brazzaville, das Brazzaville Challenger 2024.
Die kongolesische Leichtathletin Lorène Bazolo ist seit 2016 portugiesische Staatsbürgerin und startet seither für Portugal. Sie wurde mehrmals portugiesische Meisterin.
Der kongolesische Leichtathlet Dorian Keletela flüchtete 2016 nach Portugal und lief am 8. Februar 2020 im portugiesischen Pombal seine persönliche Bestzeit über 60 Meter in der Halle.